# Душко Сакан
Душко Сакан (Шипово, 3. март 1989) је босанскохерцеговачки фудбалер, који тренутно наступа за аустријски Санкт Јохан. Висок је 186 центиметара и наступа на позицији дефанзивног везног.
Био је члан омладинске и младе репрезентације, a за сениоски састав Босне и Херцеговине дебитовао је 2011. године. Нашао се, такође и на списку селекције Републике Српске септембра 2013.